# 최병상 (정치인)
최병상(崔秉相, 1963년 5월 9일 ~ )은 대한민국의 정치인이다. 제6대 경상남도 함양군의원이다.

## 학력
- 배재국민학교 22회 졸업
- 함양중학교 33회 졸업
- 거창고등학교 29회 졸업
- 건국대학교 농화학과 졸업

## 경력
- 한나라당 지곡면 협의회 회장
- 최씨종친회 지곡면 지회장
- 한나라당 경남도당 함양군 중앙위원
- 지곡면 청년회 부회장
- 2010.07 ~ 2014.06 제6대 경상남도 함양군의회 의원
- 2010.07 ~ 2012.07 제6대 경상남도 함양군의회 전반기 의회운영위원회 위원
- 2010.07 ~ 2012.07 제6대 경상남도 함양군의회 전반기 산업건설위원회 간사
- 2010.07 ~ 2012.07 제6대 경상남도 함양군의회 전반기 예산결산특별위원회 위원
- 2012.07 ~ 2014.06 제6대 경상남도 함양군의회 후반기 의회운영위원회 위원
- 2012.07 ~ 2014.06 제6대 경상남도 함양군의회 후반기 산업건설위원회 위원장
- 2012.07 ~ 2014.06 제6대 경상남도 함양군의회 후반기 예산결산특별위원회 위원
- 새누리당 운영위원
- 민주평화통일자문회의 자문위원

## 역대 선거 결과
|  | 24.15% |

|  | 18.66% |